# Парламентские выборы в Испании (1923)
Парламентские выборы 1923 года в Испании прошли 29 апреля и стали последними выборами в период реставрации Бурбонов и проведёнными по испанской Конституции 1876 года.
Точных данных о явке на выборы нет, по разным данным она составила от 40,09 % до 69,76 % избирателей.

## Предыстория
После того как стало ясно, что консерваторы не в состоянии ни справиться с ростом активности профсоюзов и анархистским террором, ни выиграть войну в Марокко, король Альфонсо XIII решил передать власть либералам. Начиная с декабря 1922 года деятельность парламента была приостановлена, а 7 декабря 1922 года лидер либеральных демократов Мануэль Гарсия Прието сформировал коалиционное правительство. в которое помимо либдемов также вошли другие либеральные группировки (либералы-«романонистас», левые либералы, аграрные либералы («гассетистас»), национал-монархисты и либералы-«нисетистас»), а также умеренные республиканцы (реформисты) Мелькиадеса Альвареса. Позднее король издал указ о роспуске Конгресса депутатов и назначил новые выборы на 29 апреля.
В преддверии выборов Гарсия Прието смог создать проправительственную коалицию, включившую в свой состав все силы, поддержавшие его кабинет. В неё вошли все либеральные группировки (либдемы, «романонистас», левые либералы, «гассетистас», «нисетистас», большая часть национал-монархистов и независимые либералы), а также Реформистская партия и независимые реформисты. 6 апреля либеральная коалиция представила свою предвыборную программу, в которой основное внимание было уделено демократизации политической системы путём реорганизации Сената, регулирование приостановления конституционных гарантий и обеспечение работы парламента на срок не менее четырёх месяцев в год. Несмотря на демократические заявления, лидеры либеральной коалиции не собирались рисковать и по прежнему прибегали к махинациям и фальсификациям для достижения значительного большинства в парламенте. Одновременно разгорелась борьба между шестью либеральными фракциями, каждая из которых стремилась увеличить своё политическое влияние в коалиции, в том числе и для того чтобы иметь возможности удовлетворить ожидания своих «политических» друзей.
Неудивительно, что надежды на новое правительство и реальную демократизацию политической системы Испании были вскоре разбиты. Так, для обеспечения нужных результатов, и либералы и консерваторы воспользовались, 29-й статьёй закона о выборах 1907 года, которая предусматривала, что в случаях если в одномандатном избирательном округе есть только один зарегистрированный кандидат или в многомандатном округе число кандидатов равно числу мандатов, то кандидаты считаются избранными без голосования. 22 апреля одновременно с выборов снялись 146 кандидатов (86 либералов и 50 консерваторами). В результате, более трети избирателей фактически были лишены права голоса. Были целые провинции, такие как Кордова, в которых все депутаты были избраны без голосования. Во многих других округах в выборы активно вмешивались местные «боссы» (исп. cacique), добиваясь любыми путями избрания нужных депутатов. В результате относительно честно выборы прошли только в крупных городах, таких как Мадрид, где неожиданно выиграли социалисты. Зато либерально-реформистской коалиции удалось в результате достигнуть ожидаемого абсолютного большинства в Конгрессе депутатов.
Консервативным силам не удалось добиться согласия и в выборах они вновь участвовали самостоятельно. Ситуацию усугубил раскол в Партии Мауриста, приведший к созданию Народной социальной партии (исп. Partido Social Popular, PSP), которая в результате приняла решение воздержаться от участия в выборах.
В 1921 году в Испанской социалистической рабочей партии произошёл раскол, в результате которого партию покинули социалисты-ленинисты, основавшие Коммунистическую партию Испании. Как и на предыдущих выборах республиканцы-радикалы Алехандро Лерруса, республиканцы-федералисты, каталонские республиканцы, республиканцы-автономисты и ряд каталонских республиканцев-националистов принимали участие в выборах отдельно друг от друга.

## Результаты
29 апреля были избраны 409 членов Конгресса депутатов.
Выборы уверенно выиграла проправительственная коалиция либералов и реформистов во главе с Мануэлем Гарсия Прието, завоевав 222 места (54,28 %). Их оппоненты из консервативного лагеря в сумме получили 124 мандата (30,32 %). Республиканцы и социалисты, по прежнему участвуя в выборах раздельно, в этот раз смогли сохранить количество завоёванных мандатов, причём даже раскол в ИСРП не помешал партии выиграть выборы в Мадриде. Регионалисты, благодаря успеху в Каталонии, увеличили своё представительство в нижней палате парламента.
Итоги выборов в Конгресс депутатов Испании 29 апреля 1923 года
| Партии и коалиции                                            | Партии и коалиции                                   | Партии и коалиции                                  | Партии и коалиции                         | Лидер                           | Голоса | Голоса | Голоса | Места | Места | Места |
| Партии и коалиции                                            | Партии и коалиции                                   | Партии и коалиции                                  | Партии и коалиции                         | Лидер                           | #      | %      | +/−    | Места | +/−   | %     |
| ------------------------------------------------------------ | --------------------------------------------------- | -------------------------------------------------- | ----------------------------------------- | ------------------------------- | ------ | ------ | ------ | ----- | ----- | ----- |
|                                                              |                                                     | Либерально-демократическая партия                  | исп. Partido Liberal Demócrata, PLD       | Мануэль Гарсия Прието           |        |        |        | 84    | ▲42   | 20,54 |
|                                                              | Либеральная партия                                  | исп. Partido Liberal, PL                           | Альваро де Фигероа и Торрес               |                                 |        |        | 47     | ▲19   | 11,49 |       |
|                                                              | Либеральная левая                                   | исп. Izquierda Liberal, IzqL                       | Сантьяго Альба                            |                                 |        |        | 42     | ▲18   | 10,27 |       |
|                                                              | Реформистская партия                                | исп. Partido Reformista, PR                        | Мелькиадес Альварес                       |                                 |        |        | 17     | ▲9    | 4,16  |       |
|                                                              | Аграрные либералы («гассетистас»)                   | исп. Liberales agrarios ("gassetistas")            | Рафаэль Гассет                            |                                 |        |        | 10     | ▲5    | 2,45  |       |
|                                                              | Национальный монархический союз                     | исп. Unión Monárquica Nacional, UMN                | Альфонс Сала                              |                                 |        |        | 11     | ▲4    | 2,69  |       |
|                                                              | Либералы-«нисетистас»                               | исп. Liberales "nicetistas"                        | Нисето Алькала Самора-и-Торрес            |                                 |        |        | 6      | ▲2    | 1,47  |       |
| Все либералы и реформисты                                    | Все либералы и реформисты                           | Все либералы и реформисты                          | Все либералы и реформисты                 | Все либералы и реформисты       |        |        |        | 222   | ▲94   | 54,28 |
|                                                              |                                                     | Либерально-консервативная партия                   | исп. Partido Liberal-Conservador, PLC     | Хосе Санчес Герро               |        |        |        | 93    | ▼81   | 22,74 |
|                                                              | Консерваторы-«сьервистас»                           | исп. Conservadores Ciervistas (CC)                 | Хуан де ля Сьерва                         |                                 |        |        | 18     | ▼5    | 4,40  |       |
|                                                              | Партия Мауриста                                     | исп. Partido Maurista, (PM)                        | Антонио Маура                             |                                 |        |        | 12     | ▼12   | 2,93  |       |
| Все консерваторы                                             | Все консерваторы                                    | Все консерваторы                                   | Все консерваторы                          | Все консерваторы                |        |        |        | 124   | ▲103  | 30,32 |
|                                                              |                                                     | Регионалистская лига Каталонии                     | кат. Lliga Regionalista de Catalunya, LRC | Франсеск Камбо                  |        |        |        | 20    | ▲6    | 4,89  |
|                                                              | Монархическая автономистская федерация              | кат. Federació Monàrquica Autonomista, FMA         | Сантьяго Гуэль                            |                                 |        |        | 2      | ▼1    | 0,49  |       |
|                                                              | Баскская националистическая партия                  | исп. Nacionalista Vasco, NV                        | Мануэль Арансади                          |                                 |        |        | 1      | ▬     | 0,25  |       |
| Все регионалисты и националисты                              | Все регионалисты и националисты                     | Все регионалисты и националисты                    | Все регионалисты и националисты           | Все регионалисты и националисты |        |        |        | 24    | ▲4    | 5,87  |
|                                                              |                                                     | Радикальная республиканская партия                 | исп. Partido Republicano Radical, PRR     | Алехандро Леррус                |        |        |        | 7     | ▼1    | 1,71  |
|                                                              | Испанская социалистическая рабочая партия           | исп. Partido Socialista Obrero Español, PSOE       | Пабло Иглесиас                            |                                 |        |        | 7      | ▲3    | 1,71  |       |
|                                                              | Республиканская партия Каталонии                    | кат. Partit Republicà Català, PRC                  | Льюис Компанис                            |                                 |        |        | 3      | ▲1    | 0,57  |       |
|                                                              | Федеративная демократическая республиканская партия | исп. Partido Republicano Democrático Federal, PRDF | Хоакин Пи-и-Арсуага                       |                                 |        |        | 2      | ▲1    | 0,49  |       |
|                                                              | Республиканский автономистский союз                 | исп. Partido Unión Republicano Autonomista, PURA   | Феликс Ассати                             |                                 |        |        | 1      | ▼1    | 0,25  |       |
| Все республиканцы и социалисты                               | Все республиканцы и социалисты                      | Все республиканцы и социалисты                     | Все республиканцы и социалисты            | Все республиканцы и социалисты  |        |        |        | 22    | ▬     | 5,38  |
|                                                              |                                                     | Традиционалистское причастие                       | исп. Comunión Tradicionalista, CT         | Маркес де Вильорес              |        |        |        | 4     | ▬     | 0,98  |
|                                                              | Традиционалистская католическая партия              | исп. Partido Católico Tradicionalista              | Луис Гарсия Гихарро                       |                                 |        |        | 1      | ▼1    | 0,25  |       |
|                                                              | Национальная католическая партия                    | исп. Partido Católico Nacional, PCN                | Мануэль Сенанте                           |                                 |        |        | 1      | ▬     | 0,25  |       |
| Все карлисты и традиционалисты                               | Все карлисты и традиционалисты                      | Все карлисты и традиционалисты                     | Все карлисты и традиционалисты            | Все карлисты и традиционалисты  |        |        |        | 7     | ▼1    | 1,71  |
|                                                              |                                                     | Лига монархического действия                       | исп. Liga de Acción Monárquica, LAM       |                                 |        |        |        | 5     | ▲2    | 2,22  |
|                                                              | Аграрная партия                                     | исп. Partido Agrario, PA                           | Кандидо Касануэва                         |                                 |        |        | 1      | ▬     | 0,25  |       |
|                                                              | Независимые                                         | Независимые                                        | Независимые                               |                                 |        |        | 4      | ▬     | 1,71  |       |
| Другие                                                       | Другие                                              | Другие                                             | Другие                                    | Другие                          |        |        |        | 10    | ▲6    | 3,18  |
|                                                              |                                                     |                                                    |                                           |                                 |        |        |        |       |       |       |
| Всего                                                        | Всего                                               | Всего                                              | Всего                                     | Всего                           | н/д    | 100,00 |        | 409   | ▬     |       |
|                                                              |                                                     |                                                    |                                           |                                 |        |        |        |       |       |       |
| Источник: - Historia Electoral - Spain Historical Statistics |                                                     |                                                    |                                           |                                 |        |        |        |       |       |       |

1. ↑  Включая 4 независимых либералов и одного независимого реформиста
2. ↑  Учитывая всех депутатов от либералов и реформистов, избранных на выборах 1920 года
3. ↑  Включая одного независимого консерватора
4. ↑  Включая арагонского регионалиста
5. ↑  Из них четверо члены Радикальной республиканской партии + независимые республиканцы
6. ↑  Включая двоих каталонских независимых республиканцев-националистов
7. ↑  Учитывая только депутатов от республиканцев и социалистов
8. ↑  Включая независимого католика
9. ↑  Включая в себя двоих «уркихистас» (сторонники маркиза Эстанислао Уркихо-и-Уссиа) от Алавы и трёх баскских династистов от Бискайи
10. ↑  Включая троих независимых монархистов и одного независимого агрария

## Результаты по регионам
Наибольшего успеха на провинциальном уровне добилась проправительственная коалиция либералов и реформистов во главе с Мануэлем Гарсия Прието, сумев занять первое место по количеству избранных депутатов в 34 провинциях. Либерально-консервативной партии удалось победить в 5 провинциях (Оренсе, Сория, Паленсия, Сантандер (ныне Кантабрия) и Куэнка), сторонники Хуана де ля Сьерва выиграли выборы в Бургосе и Мурсии, приверженцы Антонио Маура победили в Наварре. Каталонские регионалисты выиграли выборы в Барселоне и Льейде, Лига монархического действия стала первой в Бискайе и Алаве, карлисты победили в Гипускоа. В Авиле и Сеговии мандаты разделили левые либералы и консерваторы, в Жироне места поделили Регионалистская лига и баскские династисты из Лиги монархического действия.
В Мадриде уверенную победу одержали социалисты, выиграв 5 мандатов из 8, оставшиеся три поделили либерал-«романонистас», левый либерал и независимый либерал. В Барселоне вновь победили регионалисты, завоевав 5 мандатов из 7 (из них 4 взяла Регионалистская лига, ещё один их союзники из числа каталонских карлистов), оставшиеся 2 достались республиканцам-радикалам. В Севилье 3 места заняли либералы (в том числе, 2 левых либералов и один независимый либерал), оставшиеся 2 выиграли либеральный консерватор и независимый монархист. В Валенсии по одному мандату завоевали республиканец-автономист, республиканец-радикал и католик-традиционалист из Региональной ассоциации Католическое действие.

## После выборов
25 мая 1923 года новым председателем Конгресса депутатов был избран Мелькиадес Альварес (Реформистская партия), за которого проголосовали 252 парламентария из числа либералов и консерваторов, остальные не голосовали. Председателем Сената стал Альваро де Фигероа, граф Романонес (Либеральная партия).
8 июля 1923 года раскол в каталонской секции ИСРП по вопросу независимости региона привёл к созданию Социалистического союза Каталонии (кат. Unió Socialista de Catalunya), лидерами которой стали Габриэль Аломар, Рафаэль Кампаланс и Хуан Коморера.
Работа Конгресса депутатов, избранного в 1923 году, проходила на фоне анархистского террора и партизанских действий рифских повстанцев против испанских войск в Северном Марокко. Летом кабинет Гарсии Прието покинули реформисты Альвареса и сторонники Нисето Алькалы Самора-и-Торреса. В результате 1 сентября 1923 года Гарсии Прието пришлось реорганизовать кабинет, в котором остались представители трёх крупнейших группировок Либеральной партии (либдемы, «романонистас», левые либералы). Неспособность политиков обеспечить стабильность в стране и добиться победы в Марокко привели к государственному перевороту 13 сентября. Было приостановлено действие испанской конституции, распущены правительство и парламент, введена цензура. В Испании была установлена диктатура генерала Примо де Риверы, который с согласия короля возглавил «военную директорию». Мануэль Гарсия Прието как председатель правительства и Мелькиадес Альварес как глава Конгресса депутатов выступили против, но король не прислушался к их мнению.